# 基巴利奇山
71°56′S 14°19′E / 71.933°S 14.317°E
基巴利奇山（英語：Mount Kibal'chich）是南極洲的山峰，位於東部南極洲的毛德皇后地，屬於帕耶山脈的一部分，海拔高度2,500米，該山峰由德國的探險隊發現。